# ساعات إم في إم تي
شركة إم في إم تي للساعات (بالإنجليزية: MVMT Watches Inc.)‏ (تُنطق "movement" بمعنى "حركة") (أو ببساطة إم ڤي إم تي (بالإنجليزية: MVMT)‏) هي شركة أمريكية لصناعة الساعات تبيع ساعات الكوارتز، بالإضافة إلى النظارات الشمسية وغيرها من الملحقات. تأسست الشركة في يونيو 2013 وتم الاستحواذ عليها من قبل موفادو في أغسطس 2018.

## أصل الكلمة
كلمة "MVMT" هي تلاعب بالألفاظ، movement حيث تشير إلى حركة الوقت والأشخاص، بالإضافة إلى مكون الحركة في الساعة.

## التاريخ
تأسست إم ڤي إم تي في يونيو 2013 على يد جيك كاسان وكرامر لابلانت، اللذين تركا الدراسة الجامعية. لقد جمعوا أكثر من 290 ألف دولار لصالح إم ڤي إم تي من خلال حملتين للتمويل الجماعي على إنديجوجو.
بدأت شركة إم ڤي إم تي في بيع النظارات الشمسية في عام 2016 واستحوذت عليها شركة صناعة الساعات موفادو في أغسطس 2018 مقابل أكثر من 100 مليون دولار، ومن المحتمل أن تصل إلى 200 مليون دولار اعتمادًا على الأداء.

## قاعدة المستخدمين والمبيعات
وفقًا لـ إم ڤي إم تي، في عام 2017، كان 88% من مستخدميها أقل من 34 عامًا وكان 45% أقل من 24 عامًا.
بحلول ديسمبر 2016، باعت الشركة أكثر من 600000 ساعة ومن المتوقع أن تبيع أكثر من مليون ساعة بحلول سبتمبر 2018.

## وصلات خارجية
- الموقع الرسمي